# Juruviara-sul-americana
A juruviara-sul-americana (Vireo chivi), ou apenas juruviara, é uma pequena espécie de ave canora da família Vireonidae. Foi anteriormente considerada como uma subespécie da juruviara-boreal (Vireo olivaceus). Existem 9 subespécies reconhecidas. Essa espécie é geralmente de cor verde a amarelo-esverdeado com plumas esbranquiçadas e uma coroa cinza. Tem um supercílio esbranquiçado estendendo-se sobre a cobertura das orelhas, e suas costas são de cor cinza fosco.
É encontrada na maior parte do norte, leste e centro da América do Sul, estando ausente apenas no Chile e no sul da Argentina. Habita vários tipos de hábitat em toda a sua extensão e parece se ajustar bem a hábitats ligeiramente alterados. É principalmente residente, mas pelo menos duas das subespécies que habitam o sul de sua distribuição são conhecidas por serem migratórias.
A época de acasalamento varia entre maio-junho ou outubro-janeiro dependendo da região e subespécie. Fazem ninhos em formato de copos e colocam entre 2-4 ovos, dos quais são incubados pela fêmea e levam de 10 a 16 dias para eclodir. Os filhotes levam de 10 a 13 dias para se desenvolverem completamente.
A maior parte da dieta dessas aves é composta por artrópodes, embora algumas subespécies comam frutas e algumas também sejam consideradas nectarívoras.

## Taxonomia
A juruviara-sul-americana foi descrita pelo ornitólogo francês Louis Vieillot em 1817 e recebeu o nome binomial Sylvia chivi. O epíteto específico é uma onomatopeia.
Vieillot baseou sua descrição na do "Gaviero" do espanhol Félix de Azara que havia sido publicado em 1802. Os ornitólogos trataram inicialmente essa espécie como uma subespécie da juruviara-boreal, mas ao contrário desta última, que migra para a América do Norte, a juruviara-sul-americana permanece na América do Sul para se reproduzir e não migra. Com base em um estudo filogenético molecular publicado em 2017, que encontrou diferenças genéticas significativas e pouca introgressão, a juruviara-sul-americana foi movida ao estado de espécie.
A espécie possui 9 subspécies:
- V. c. chivi (Vieillot, 1817)[5]
- V. c. agilis (Lichtenstein, MHK, 1823)[5]
- V. c. griseobarbatus (von Berlepsch & Taczanowski, 1884)[5]
- V. c. caucae (Chapman, 1912)[5]
- V. c. vividior (Hellmayr & Seilern, 1913)[5]
- V. c. solimoensis (Todd, 1931)[5]
- V. c. tobagensis (Hellmayr, 1935)[5]
- V. c. diversus (Zimmer, JT, 1941)[5]
- V. c. pectoralis (Zimmer, JT, 1941) Encontrado no norte do Peru, com suspeita de população na Zamora-Chinchipe no sudeste do Equador. Semelhante à griseobarbatus, mas maior, com peito e garganta tingidos de cinza e verde mais escuro e mais opaco no dorso.[6][7]